# Haut-Altaï pendant la guerre civile russe
Le Haut-Altaï, région sibérienne russe, vit les révolutions russes de 1917 et la guerre civile russe qui s'ensuit de 1917 à 1922. Contrairement à la Russie européenne, le Haut-Altaï n'est pas marqué par de nombreux évènements violents. Le Haut-Altaï est pris par les armées blanches en 1918, qui obéissent à l'amiral Alexandre Koltchak. Pendant cette période blanche, un général rouge cherche à s'enfuir par la région, mais est rattrapée lui et son bataillon par les forces blanches. À partir de septembre 1919, les mouvements rouges s'organisent dans la région, leur permettant de prendre la région en décembre 1919. Dès lors, la région est marquée par le retraite chaotique d'un général blanc, qui tente ensuite de reprendre la région, en vain.

## Prise de l'Altaï par les Blancs
Le 22 février 1918, au sein du Gouvernement de l'Altaï, l'ouïezd de Gorno-Altaïsk est formé, avec la volonté de créer à terme une république indépendante bourkhaniste pour les Oïrats sur le territoire de la R, ce qui est soutenu par l'assemblée du gouvernement de Tomsk qui donne le droit à l'autodétermination, ainsi que par Grigori Potanine.
La guerre civile commence dans la république de l'Altaï avec la révolte de la Légion tchécoslovaque en mai 1918, qui est en grande partie soutenue par la population locale, insatisfaite des politiques des bolchéviques à l'échelle nationale. En parallèle dans la région, des détachements de l'Armée rouge se forme à travers la région, avec comme plus grand détachement celui de Chebalino, comptant 260 personnes, et dirigé par un certain Pletnev. Les détachements sont dirigés par le Soviet de Biïsk. Ces partisans s'opposent aux Armées Blanches qui contrôlent la région en grande partie, et le 9 mai 1918, ils prennent d'ailleurs Chebalino. Pendant l'été 1918, ces deux armées s'opposent sur les rives de la Tchoumych.
Mais Biïsk tombent aux mains d'Alexandre Koltchak le 9 juin 1918, et les détachements dont celui de Chebalino sont encerclés, sans approvisionnements d'armes et de munitions. Le 9 juin 1918 à Oulala, l'ouïezd de Gorno-Altaïsk devient le gouvernement de Karakorum (en), toujours avec le même objectif indépendantiste. Le président du conseil de village, conseil formé au printemps, est forcé de se cacher à cause de la prise de Biïsk, même si les soviétiques ne sont pas encore chassés de l'Altaï. Début juillet au col de la Séma, le détachement de Pletnev décide que lutter sous forme de guérilla sera plus facile, et les Blancs reprennent Chebalino.
Face aux détachements communistes qui émergent dans l'Altaï, le Gouvernement provisoire de la Sibérie autonome décide de les réprimer afin que l'Altaï ne tombe pas aux mains des rouges. Le 14 juillet 1918, un capitaine d'état-major blanc, D. Satunin arrive à Gorno-Altaïsk, malgré quelque rebellions au sein de ses rangs, certains ne voulant pas être subordonnés à ce capitaine mais à un autre. Les soviétiques sont alors chassés de la ville, et des exécutions extrajudiciaires sont commises envers les sympathisants des bolchéviques. Le gouvernement de Sibérie demande alors à Satunin de rendre les armes, et de laisser le gouvernement de Karakorum s'en charger.

## Fuite ratée de Piotr Soukhov

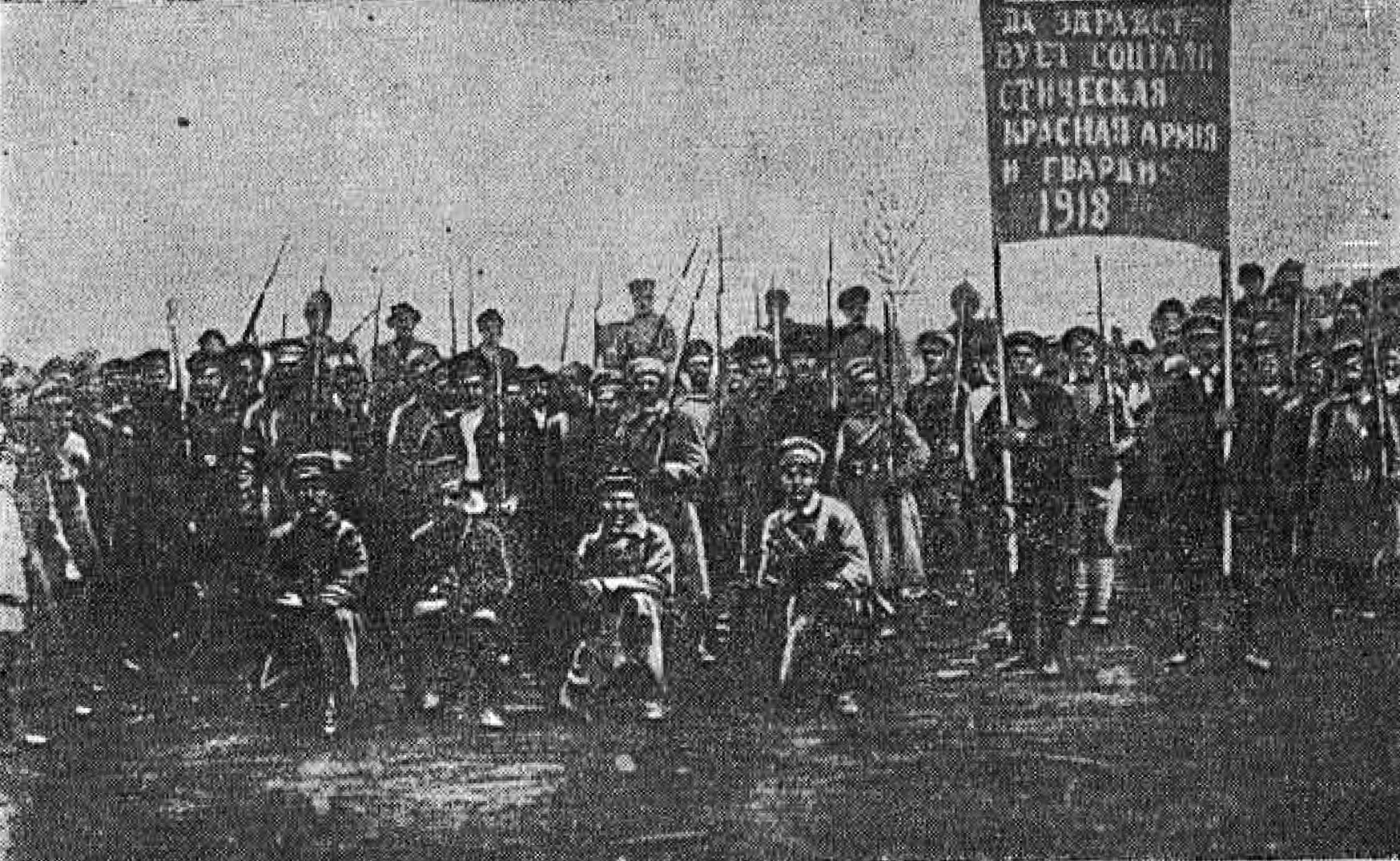
Détachement de Piotr Soukhov

En été, alors que la Sibérie est quasi entièrement aux mains des blancs, une unité rouge se replie de Barnaoul. Cette unité est menée par le commandant Piotr Fedorovitch Soukhov (ru). Le 15 juin 1918, l'unité, de 2000 personnes, se retrouve à Altaïskoïe (dans le kraï de l'Altaï aujourd'hui). À ce moment-là, les blancs pensaient qu'ils iraient vers Omsk, mais Soukhov, bien informé, apprend qu'Omsk est en train de tomber aux mains des blancs, et doit donc se retirer vers le sud, afin de rejoindre l'Armée du Turkestan (en) en Mongolie, en traversant l'Altaï.
Mais leur avance est semée d'embûches tout au long du chemin, et cause une impopularité forte envers les communistes chez la population locale. Ils doivent en effet voler des provisions, chevaux et charrettes aux paysans par la force afin de mener à bien leur fuite. Le 2 août, les « Soukhovites » arrivent à Telejikha (en) (kraï de l'Altaï aujourd'hui), et subissent une importante défaite face au général Volkov (ru), qui avait été envoyé par le Gouvernement de Sibérie afin de les éliminer. Sur les 2000 Soukhovistes, 400 seulement arrivent à fuir, le reste étant fait prisonnier, et pour 59 d'entre eux, morts. Ils avaient d'ailleurs déjà perdu 17 hommes à Solonechnoïe (en). Les Soukhovistes restants continuent leur fuite vers le sud, mais sont constamment harcelés par les blancs. À Topolny (ru) (kraï de l'Altaï aujourd'hui), ils perdent 40 personnes, et une fois la frontière moderne entre le kraï de l'Altaï et la République passée, ils en perdent 17 autres à Tchyorni Anouï (en). Ils continuent vers le sud, en évitant la vallée de l'Anouï, mais dans le village reculé de Karakol (en), une embuscade leur fait perdre 9 hommes, et en passant par Oust-Kan, ce sont 12 de plus (et d'autres pertes ont eu lieu pour diverses raisons).
Le 9 août, ils arrivent à Oust-Koksa, il y n'a alors que 253 rouges, et il ne reste alors plus que 60 verstes (64 km) jusqu'au village de Katanda, dernier village sur leur chemin avant d'emprunter les monts Katoun vers la Mongolie. Mais sur ces 64 kilomètres, ils doivent éviter de passer à travers la steppe d'Ouïmon, et contournent par des montagnes. Le 10 août, ils arrivent à Katanda, et prennent de fait le village. Des éclaireurs partent vers la suite du chemin et dans les alentours, en incluant le village de Tioungour, et ne notent aucune présence ennemie. Mais dans l'après-midi, non loin de Tiougour, deux embuscades les prennent d'assaut, puis au cours des jours suivants, le détachement de Volkov et les paysans prennent les Soukhovistes petits groupes par petits groupes, et le 12, Soukohv est assassiné. Tous sauf un des 253 rouges sont tués, et la plupart sont d'abord interrogés puis enterrés, dont dans une fosse commune à Tioungour avec 144 corps dont Soukhov, ce qui en fait la plus grande fosse commune de Sibérie occidentale.

## Prise par les Rouges de l'Altaï
En septembre 1919, alors que l'Altaï est entièrement aux mains des Blancs, les mouvements rouges réapparaissent dans la région. À Tchyorni Anouï, une brigade est formée (le 1er régiment), et absorbe des volontaires de nombreuses régions dont de la steppe d'Ouïmon. Le commandant de la brigade I. Tretyak est sous la menace du capitaine d'état-major blanc Alexandre Kaigorodov (ru), et décide alors de rejoindre la steppe d'Ouïmon. Sur le chemin de Tchorny Anouï à la steppe, ils rencontrent à Oust-Kan la brigade blanche, et les rouges en sortent victorieux. Quand ils s'installent dans la steppe, ils comptent alors plus de 2000 volontaires.
À Abaï, près d'Oust-Koksa, un autre détachement est formé de 600 personnes (le 3e régiment). Et Ladkin, le commissaire de ce détachement, reçoit l'ordre de mobiliser toute la population masculine de la steppe d'Ouïmon âgée d'entre 18 et 45 ans. En octobre, le détachement est rassemblé avec la brigade de Tretyak en une seule brigade. En parallèle, des mouvements partisans émergent à Tchoïa, à Papsaul et Ynyrga, des villages proches de la ville de Gorno-Altaïsk.
Mais tous ces mouvements partisans, qui était représenté par des riches, des agriculteurs, des éleveurs, des marchands et d'autres classes sociales a entraîné une lutte pour le contrôle de ces mouvements, à la fois dans les domaines militaires et civil. L'opposition était surtout quant aux valeurs démocratiques, avec un front pro-démocratie (mencheviks) et un front contre celle-ci (bolcheviks). Dans le domaine militaire cependant, c'était surtout les bolcheviks qui étaient aux commandes.

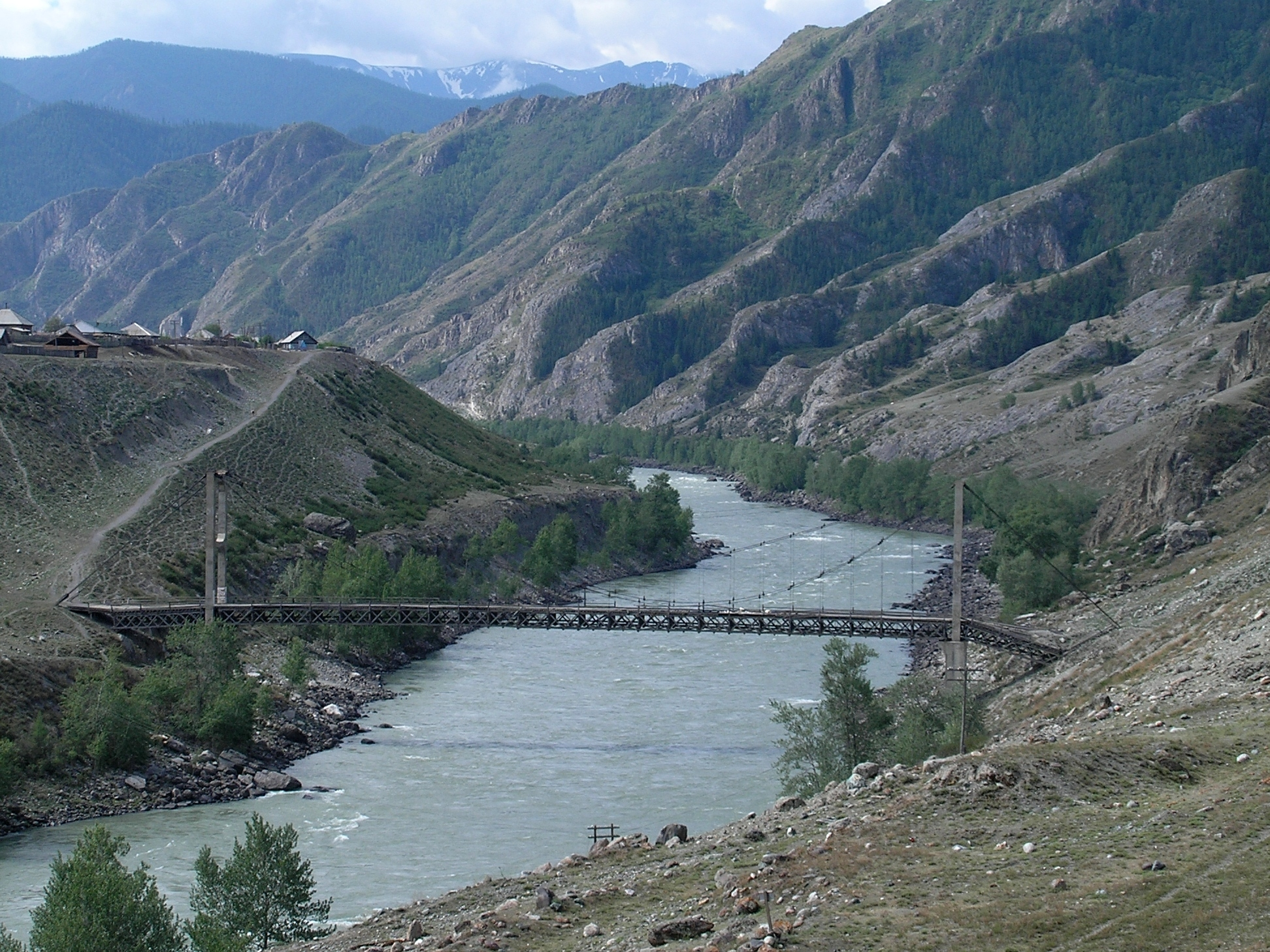
La Katoun à Inia (pont d'Inia).

Peu importe ces divisions, les partisans cherchent à prendre le pouvoir dans une région blanche. Leur plan est de s'emparer de la route de la Tchouïa, corridor stratégique de transport, le seul d'ailleurs, pour toute la république de l'Altaï. Le 3e régiment était missionné de descendre la Katoun depuis la steppe, et de prendre le village d'Inia, tandis que les 1er et 2e régiments devaient marcher jusqu'à Touyekta (en), bien plus au nord, et ainsi prendre en étau les soldats de l'Armée Blanche stationnés à Ongoudaï. Les insurgés ont un allié de taille, la géographie, bloquer un seul village sur la route, c'est bloquer toute la route car il n'y a aucune alternative et la vallée passe dans des vallées étroites.
Alors que les révoltes émergent, Koltchak cherchent à éteindre la rébellion, et les Blancs rassemblent ainsi des forces à Biïsk et des escouades à Smolenskoïe (ru), préparées à la hâte. Le chef Blanc de Biïsk, le lieutenant-colonel Khmelevsky forme et arme des escouades dans les villages de Chebalino, repris depuis, ainsi qu'à Ongoudaï et Koch-Agatch. De plus, le 2 octobre, des soldats biélorusses stationnés à Biïsk est envoyé dans la région, et une centaine de division du gouvernement de l'Altaï, armés avec une importante artillerie arrivent aussi. Chebalino devient le quartier général de Khmelevsky, et il ordonne le 10 octobre de prendre la steppe d'Ouïmon, bastion de la révolte.
1300 soldats blancs prennent d'abord les sentiers et chemins menant à la steppe, mais les régiments encore stationnés dans la steppe vainquirent plusieurs détachements blancs. La bataille d'Oust-Kan se solde par un échec pour les Blancs. Khmelevsky, vaincu, fuit vers Altaïskoïe. Les rouges prennent les vallées de la Tcharych et de l'Anouï au sein de la région.
Le 18 décembre 1919, alors que Biïsk est tombé il y a 11 jours, Gorno-Altaïsk tombent aux mains des soviétiques, puis dans les jours suivant, Tchemal est pris. Le 50e bataillon du 1er régiment soviétique de Biïsk est alors formé dans ces villes, afin de vaincre les armées blanches encore présentes dans la région. Le 23 décembre 1919, le village de Topoutchaïa (en), au nord de Touyekta, est pris par les rouges, et la route de la Tchouïa est alors bloquée. Les armées blanches sont alors coupées en deux, et les armées au sud de Touyekta (dont à Ongoudaï et Koch-Agatch) décident de se retirer vers la Mongolie.

## Retraite de Kaigorodov

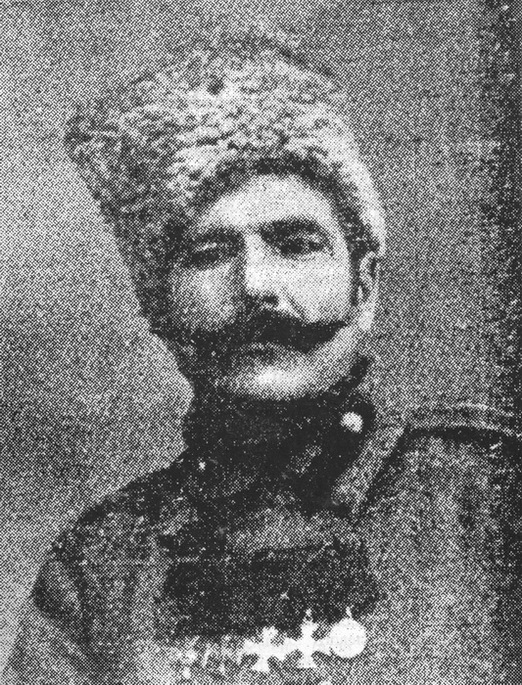
Alexandre Kaigorodov.

L'Armée rouge, à partir de fin décembre, commence sa conquête total de la région, alors que les Blancs se retirent. Fin décembre, lors d'une bataille à Iodro (en), le commandant blanc Satunin est mortellement blessé, et un colonel, Elatchitch devient le chef des Blancs de la région, avec dans ses rangs un certain Alexandre Petrovitch Kaigorodov (en). Kaigorodov est un ancien soldat tsariste, qui a participé à la première guerre mondiale, et qui est né à Abaï. Il était né de père russe et de mère Altaïenne, il connaissait donc bien la région, et était populaire au sein de la région, en particulier chez les paysans.
Cette division fuyante subit néanmoins de nombreuses défaites les mois suivants, et souffre du manque de nourriture et d'une épidémie de typhus au sein de ses rangs. Elatchitch en souffre d'ailleurs, ce qui fait que Kaigorodov est de facto le chef des troupes. Le 7 avril 1920, alors que les Blancs sont fortement affaiblis, ils subissent une défaite importante au niveau de la rivière Aigoulak (ru), dans la vallée de la Tchouïa. Cette défaite entraîne le même jour la perte de Tchibit. Après cette défaite, Kaigorodov commence des négociations pour la reddition de ses troupes, en souhaitant qu'ils puissent avoir une retraite en Mongolie. Alors que les négociations se passent, les Blancs continuent à subir des défaites. Le 10 avril, Oulagan et le Katou-Iaryk sont pris, le 12 c'est la vallée du Tchoulychmann.
Entre-temps, sur les 2400 à 2700 gardes blancs de fin mars, de nombreux sont défaits dans des villages au cours du mois, et seulement 600 à 700 s'enfuissent vers la Mongolie, sous les ordres de Kaigorodov. Le 11 avril, alors que les rouges cherchent à retrouver ceux qui se replient en Mongolie, le village de Koch-Agatch est pris, puis le 14 avril, c'est au tour de Tachanta. Le 19 avril, les troupes de Kaigorodov (les 600 à 700 restants) franchissent la frontière avec la Mongolie au niveau du col Dourbet-Daba.

## Kaigorodov, Mongolie et «Campagne contre la Russie»

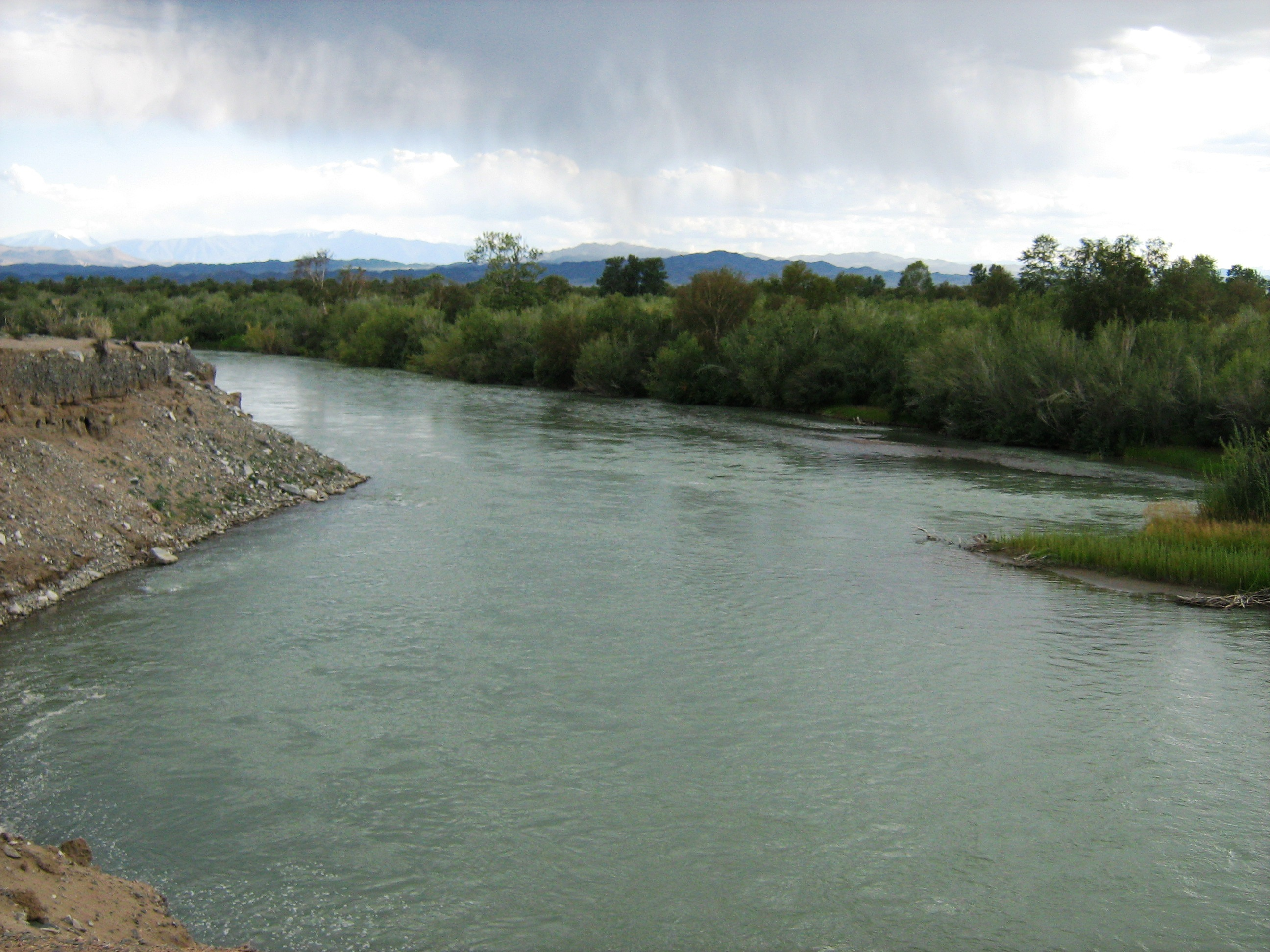
Rivière Khovd en Mongolie.

Début 1921, alors que ses troupes et lui sont en errances dans l'ouest désertique de la Mongolie, ils s'établissent finalement dans l'Altaï mongol, sur les rives de la rivière Khovd (en). En ce même lieu, d'autres troupes blanches venant de Sibérie qui s'était exilé en Mongolie les rejoigne. C'est Kaigorodov qui prend la tête de tous ces blancs, sous le nom du Sitch de l'Altaï, le sitch étant à la base le centre politique démocratique des Cosaques. Ces troupes disposent d'un nombre important de bétail, afin de ne pas manquer de nourriture. Ces bêtes furent prises lors de raides envers des marchands, et le consulat de Chine à Khovd avait d'ailleurs demander l'arrêt de ces raids.
En été 1921, et particulièrement dès août, alors que les soviétiques occupent désormais entièrement l'Altaï, des révoltes et de la résistance contre eux se forment, avec des réseaux bien organisés. Mais en Mongolie, l'Armée rouge est aussi présente, et des escarmouches ont lieu, ainsi qu'une petite bataille le 9 août, gagné par Kaigorodov.
Le 25 juin 1921, le « Détachement consolidé de partisans russo-étrangers de la Région du Gorny-Altaï » est formé par Kaigorodov, regroupant Russes, Mongols, Altaïens et autres qui sont du côté des Blancs. C'est alors qu'à la fin de l'été, le 22 septembre 1921, il part avec de détachement dans l'Altaï, dans le but de récupérer la région.
Le 25 septembre, le col Dourbet-Daba est traversé par les troupes, et après être passé par Tachanta, ils se dirigent vers Koch-Agatch. Selon les renseignements de Kaigorodov, il y aurait 500 militaires de l'Armée rouge stationnés dans le village. De plus, il sait que les troupes dorment jusqu'à tard le matin.
Il attaque ainsi Koch-Agatch le 27 à l'aube, mais grâce aux informations de Kazakhs locaux, les rouges sont au courant de l'attaque, qui eux, sont sortis du village afin de les encercler. L'encerclement n'est pas total, et les troupes de Kaigorodov arrivent à s'enfuir, en subissant de lourdes pertes. Ils se retirent alors à Djana-Aoul, village 20 kilomètres au sud. Cette défaite affecte fortement le moral des troupes et du chef de ces troupes, et les officiers du détachement refusent désormais de continuer la campagne, seuls 4 continuent à croire à une sortie victorieuse de la campagne.
Le 29 septembre au soir, le détachement se divise à jamais, avec ceux qui abandonnent et partent vers la Mongolie vers Khovd, désormais avec le général Sokolnitsky aux commandes, et de l'autre côté les partisans de Kaigorodov, qui partent pour Abaï, village symbolique pour le chef. Pendant 6 mois, alors que les rouges les chassaient, ils ont arrivés à chaque fois à les échapper. En avril 1922, la fin a sonné, Kaigorodov est tué à Katanda la 16 avril lors d'un affrontement avec un des détachements à but spécial (ru). Avec la mort de ce dernier, la guerre civile est terminée dans l'Altaï, le territoire est entièrement aux mains des communistes.